# Худаш Михайло Лукич
Миха́йло Луки́ч Худа́ш (20 грудня 1925, село Демня, нині Миколаївський район Львівська область — 11 травня 2011, м. Львів) — український мовознавець, доктор філологічних наук (1980).

## Біографічні відомості
1950 року закінчив Львівський педагогічний інститут.
Старший науковий співробітник Інституту суспільних наук АН УРСР у Львові.

## Наукова діяльність
Дослідник українських пам'яток 16—17 століть, зокрема актів Львівського Ставропігійського Братства (монографія: «Лексика українських ділових документів кінця XVI — початку XVII ст.», 1961). Зокрема зацікавився антропонімією 16 століття. Ці питання стали ядром його праці про українську антропонімічну систему взагалі («З історії української антропонімії», 1977).
Худаш досліджував також мову Павми Беринди і давньоукраїнську етнонімію (дреговичі, уличі, 1981).

## Праці

### Монографії
- Худаш М. Лексика українських ділових документів кінця XVI — початку XVII ст., 1961.
- Худаш М. З історії української антропонімії. Київ, 1977.
- Худаш М., Демчук М. Походження українських карпатських і прикарпатських назв населених пунктів (відантропонімні утворення). Київ, 1991.
- Худаш М. Українські карпатські і прикарпатські назви населених пунктів.(утворення від слов'янських автохтонних відкомпозитних скорочених особових власних імен). Київ, 1995.
- Худаш М. Українські карпатські і прикарпатські назви населених пунктів (утворення від відапелятивних антропонімів). Львів, 2004.[1]
- Худаш М. Українські карпатські і прикарпатські назви населених пунктів (відапелятивні утворення). Львів, 2006.[2]

### У співавторстві
- Словник староукраїнської мови XIV—XV ст.: У 2 т. / Укл.: Д. Г. Гринчишин, У. Я. Єдлінська, В. Л. Карпова, І. М. Керницький, Л. М. Полюга, Р. Й. Керста, М. Л. Худаш. — К.: Наукова думка, 1977—1978. — Т. 1—2.

## Ключові публікації
- З історії української антропонімії [Архівовано 8 квітня 2017 у Wayback Machine.]. - К., 1977.
- До питання класифікації прізвищевих назв XIV—XVIII ст. // З історії української лексикології.-К., 1980. — С. 96-160.
- До питання походження назви гуцули // Мовознавство. — 1984. — № 5. — С. 57-63.
- З приводу слов'янських ойконімів та етнонімів на -itji, розцінюваних як непатронімічні та псевдопатронімічні // Мовознавство.1987. — № 6. — С.32-41.
- Явище звукового збігу давніх слов'янських відкомпозитних скорочених особових власних імен або їх основ із загальновживаними словами \\ Мовознавство. — 1990. — № 6. — С. 36-40.
- Походження українських карпатських і прикарпатських назв населених пунктів (відантропонімні утворення). — К., 1991. (у співавт. з Демчук М. О.).
- Українські карпатські і прикарпатські назви населених пунктів(утворення від слов'янських автохтонних відкомпозитних скорочених особових власних імен). — К., Наукова думка, 1995.
- Українські карпатські і прикарпатські назви населених пунктів (утворення від відапелятивних антропонімів). — Львів, 2004.
- До питання походження назв бойки, гуцули, лемки // Народознавчі зошити. — № 3. — Львів, 1998. — С. 299.
- До етимології імені одного з легендарних засновників Києва Хорив та етноніма хорвати // Народознавчі Зошити.№ 6. — Львів, 1998. — С. 642.
- З історії формування і становлення українських прізвищ // Мовознавство. — 1969. — № 2. — С. 37—46.